# Дренте
Дре́нте (нидерл. Drenthe) — провинция на северо-востоке Нидерландов. Столица — Ассен, крупнейший город — Эммен. Население 489 918 человек (10-е место среди провинций; данные 2013 год г.).

## География
Площадь территории — 2680,37 км² (включая воду, 9-е место), в том числе суши — 2641,09 км² (7-е место).
Большая часть провинции лежит на Дрентском плато, состоящем из покрытых песком гравийных и песчаных осадков последнего ледникового периода. Бо́льшая часть плато лежит на уровне между 10 и 20 метров над нормальным амстердамским уровнем (nl:Normaal Amsterdams Peil  (нид.), нормальный амстердамский уровень находится чуть выше уровня моря). Разница в уровне обусловлена в основном протекающими по плато ручьями и речками, искусственно поднятыми застроенными землями и старыми дюнами.
На северо-востоке Дренте лежит Хондсрюг (нидерл. Hondsrug — «собачья спина») — цепь холмов, тянущаяся от Эммена на юго-востоке до города Гронинген на севере. Самая высокая естественная точка провинции лежит к северо-западу от Эммена, на высоте 32 метров над нормальным амстердамским уровнем. В самом Эммене лежит абсолютная наивысшая точка провинции (45 метров), бывшая свалка, превращённая в природный ландшафт.
Пограничные участки провинции лежат чуть ниже, некоторые участки на северо- и юго-западе находятся ниже нормального амстердамского уровня.
Провинция известна своими дольменами. Из 54-х дольменов Нидерландов, 52 находится в Дренте (остальные два — в соседней провинции Гронинген).
Вблизи Схонебек до недавного времени велась добыча нефти, по всей провинции до сих пор добывается природный газ. В столице провинции Ассене находится штаб-квартира нефтяной компании Nederlandse Aardolie Maatschappij (NAM).

## История
Первое упоминание Дренте найдено в документе 820 год года, в котором говорится о гау Дренте (лат. "de pago Treanth"). В Дрентском архиве имеются документы 1024 год и 1025 год года, в которых Дренте называется графством. Название — Дренте — возводят к числу три (нидерл. drie), возможно изначально область состояла из трёх частей (dingspelen  (нид.)).
На территории Дренте находятся 52 дольмена (нидерл. hunebed, буквально — «постель великанов») — артефактов каменного века. Это показывает, что в дописьменный период Дренте была одной из древнейших населённых областей Нидерландов. В Дренте остались и памятники более поздних периодов, например, курганы.
Изначально, город Гронинген принадлежал графству Дренте, а Куворден — ныне лежащий в провинции — нет. Область Стеллингвервен, в настоящее время — часть провинции Фрисландия, также была частью Дренте. Между Дренте и территориями, граничащими с графством вдоль торфяников, часто возникали территориальные споры, возможно из-за того, что столбы, использовавшиеся для разметки границ, тонули в торфяных болотах и местонахождение границы оставалось спорным.
В 1046 год году император Генрих III подарил графство епископу Утрехта Бернольду. В 1227 год году крестьянские отряды под предводительством виконта Рудольфа II Куворденского разбили конницу утрехтского епископа Отто II ван Липпе в битве под Ане (slag bij Ane  (нид.)), заманив всадников в болота. В следующем году новый епископ восстановил свою власть над Дренте.
В 1529 год году мирское имущество епископа перешло во владение императора Карла V. С этих пор территория называлась Земли Дренте (нидерл. De Landschap Drenthe). Под этим наименованием, после нидерландской революции Дренте входит в состав Республики Соединённых провинций. Хотя Дренте имела своё собрание сословий, территория не была признанной, как полноценная, в силу бедности и не имела права голоса в Генеральных штатах. Лишь после создания Объединённого королевства Нидерландов в 1815 год году Дренте становится полноценной провинцией.

## Общины
| 1. А-эн-Хюнзе 2. Ассен 3. Боргер-Одорн 4. Куворден 5. Эммен 6. Хогевен 7. Меппел 8. Мидден-Дренте 9. Норденвелд 10. Тинарло 11. Вестервелд 12. Де-Волден | Общины Дренте |

## Достопримечательности
На территории провинции расположен национальный парк Двингелдервелд, созданный для защиты крупнейшей в Западной Европе вересковой пустоши.